# 上厄尔什
上厄尔什，是匈牙利维斯普雷姆州所辖的一个村，总面积17.24平方公里，总人口1558，人口密度90.4人/平方公里（2010年1月1日）。